# Waymarking

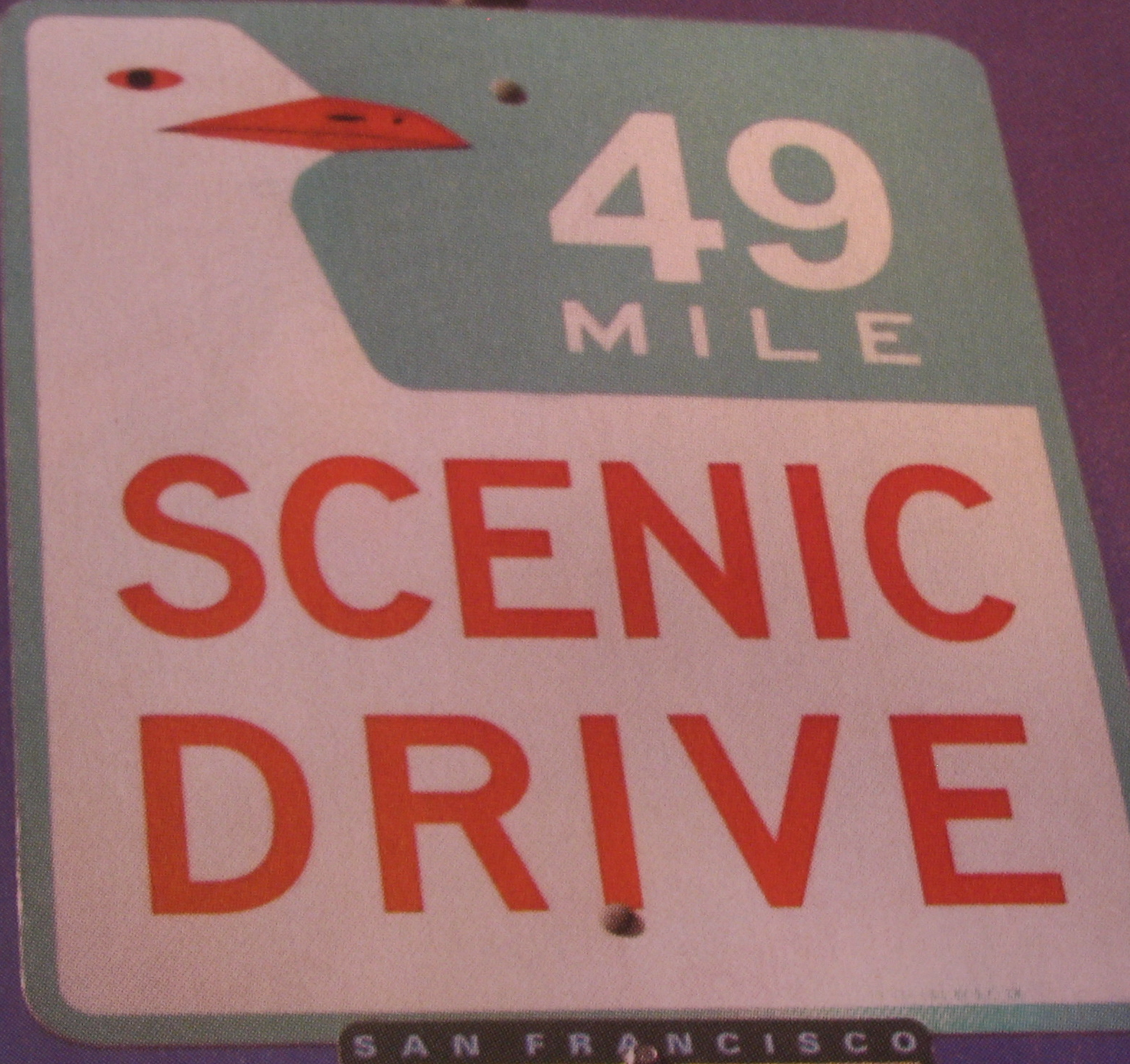
"Drive sign"

Waymarking é um meio pelo qual as pessoas podem catalogar, marcar, localizar lugares do mundo, usualmente com um receptor GPS.
Waymarking é uma atividade de ar livre que envolve a utilização de um recpetor de GPS, e deriva do Geocaching, (virtual geocaching), mas que difere desta na medida em que não existe uma cache física mas apenas um conjunto de coordenadas geográficas que definem um local com interesse histórico ou natural digno de visita.
Esta atividade é particularmente adequada a locais históricos e arqueológicos onde a proliferação de contentores de plástico acaba por ser intrusiva para o local em questão. Normalmente a prova de que se visitou o local é fotográfica. Esta atividade não possui a popularidade do Geocaching em parte porque o seu "site" foi monopolizado pelos residentes dos EUA e adaptado à sua realidade histórica, bem diferente da europeia. As dificuldades de acesso e criação de categorias tornaram a atividade praticamente desconhecida na Europa.